# Katedrála svatého Gervásia a Protásia (Soissons)
Katedrála Saint-Gervais-et-Saint-Protais v Soissons je příkladem francouzské raně gotické katedrály. Katedrála je hlavním kostelem soissonské diecéze. Jižní rameno transeptu bylo budováno v letech 1180-1190 a je příkladem čtyřpodlažní struktury stěny. Její ztvárnění je extrémně filigránní. Prosvětlení okny jde na samotnou mez. Jde o extrémní příklad rané gotiky, opak mohutné katedrály Notre-Dame v Paříži.

## Fotogalerie

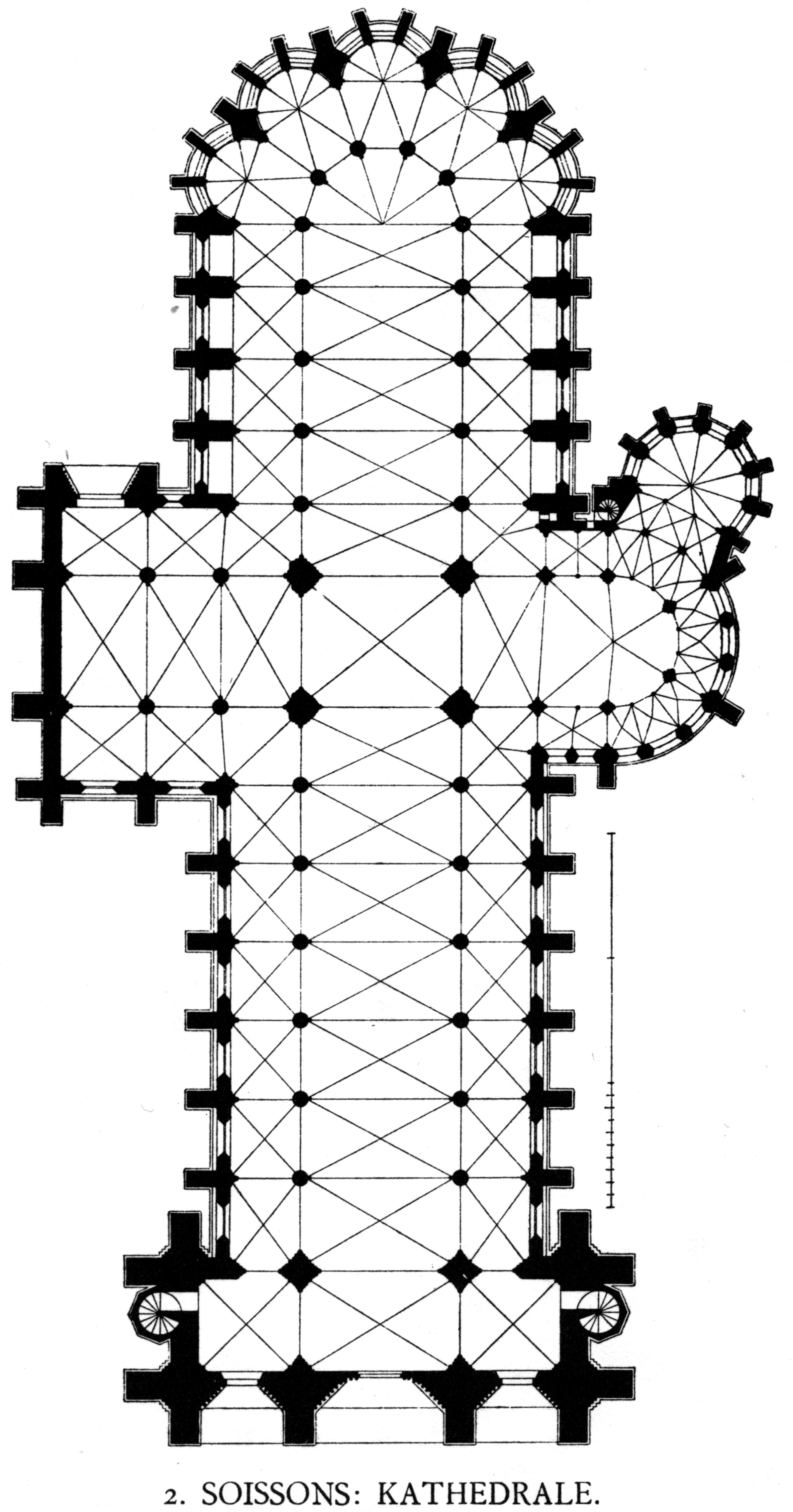
Půdorys katedrály
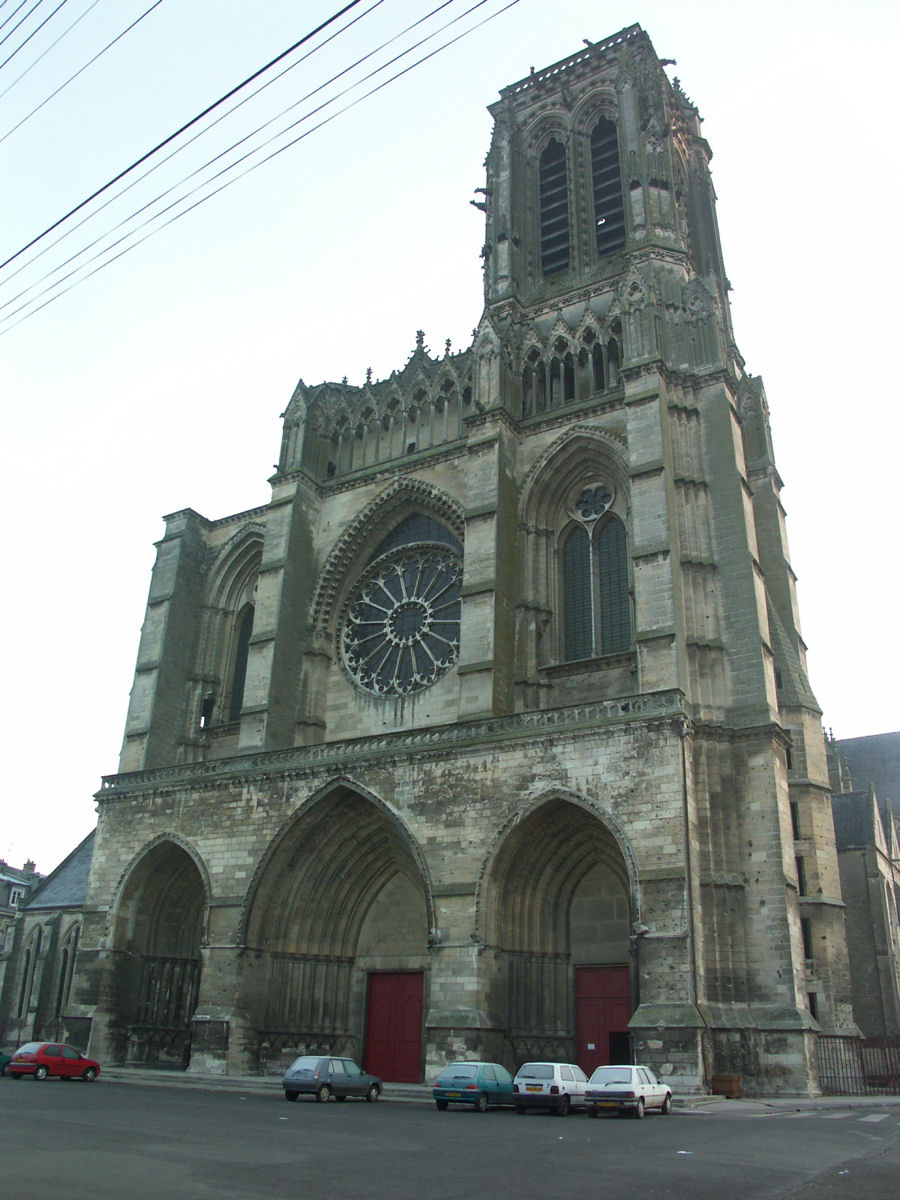
Průčelí katedrály
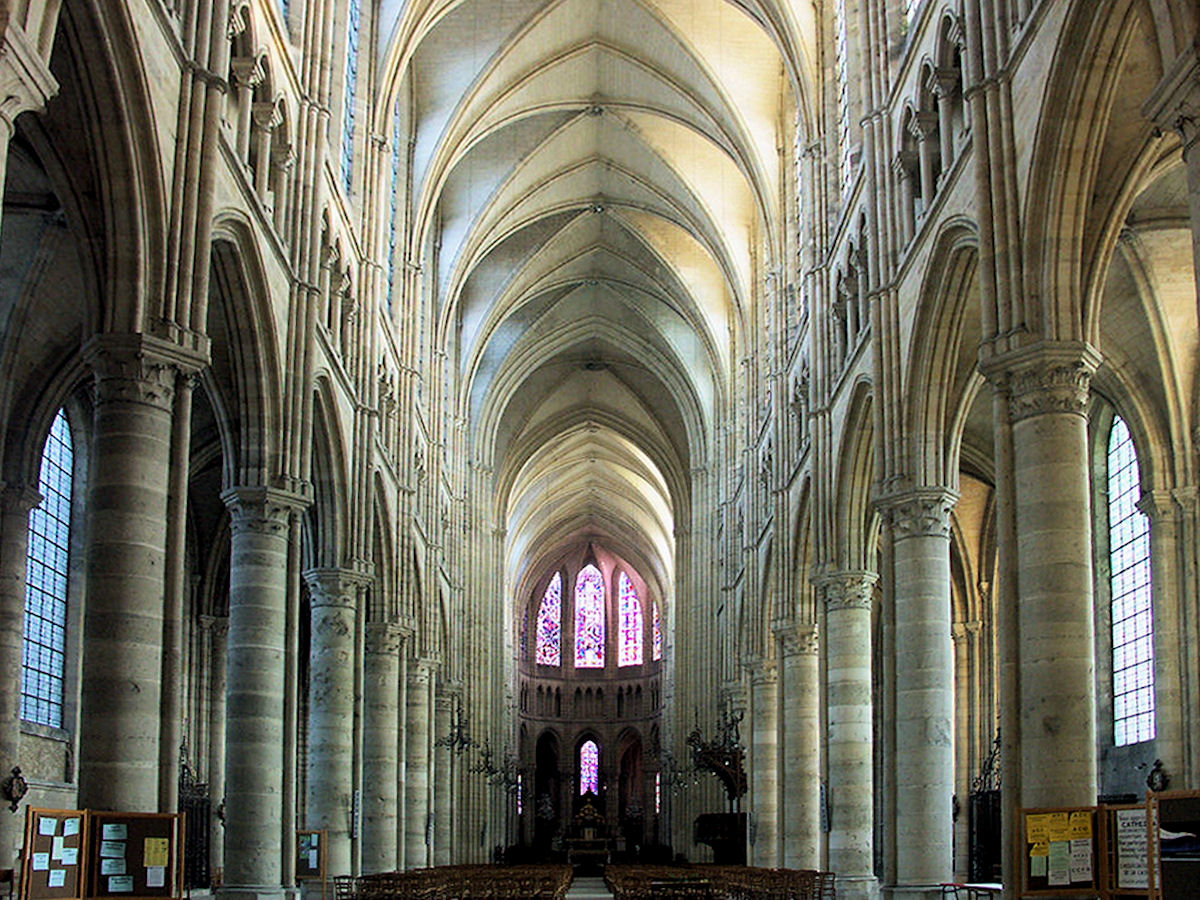
Interiér
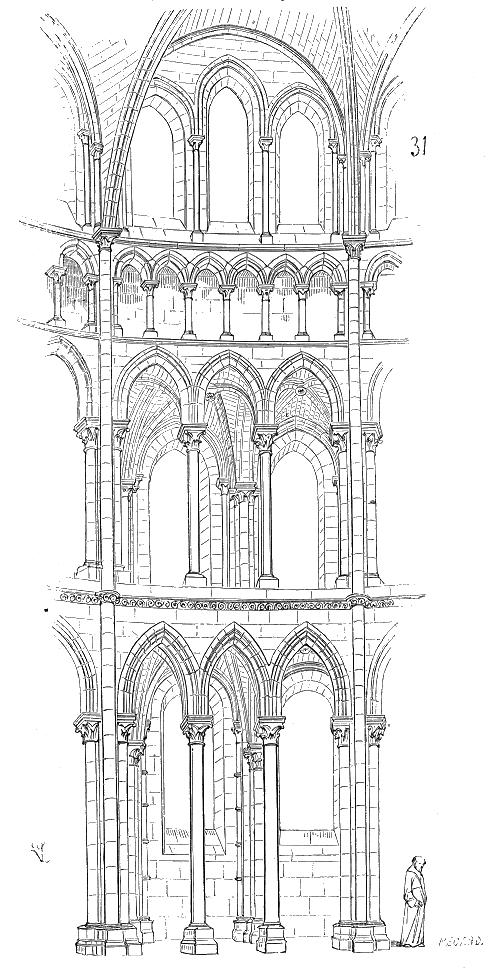
Nárys stěny

## Patrocinium
Katedrála je zasvěcena svatým Gervásiovi a Protásiovi.

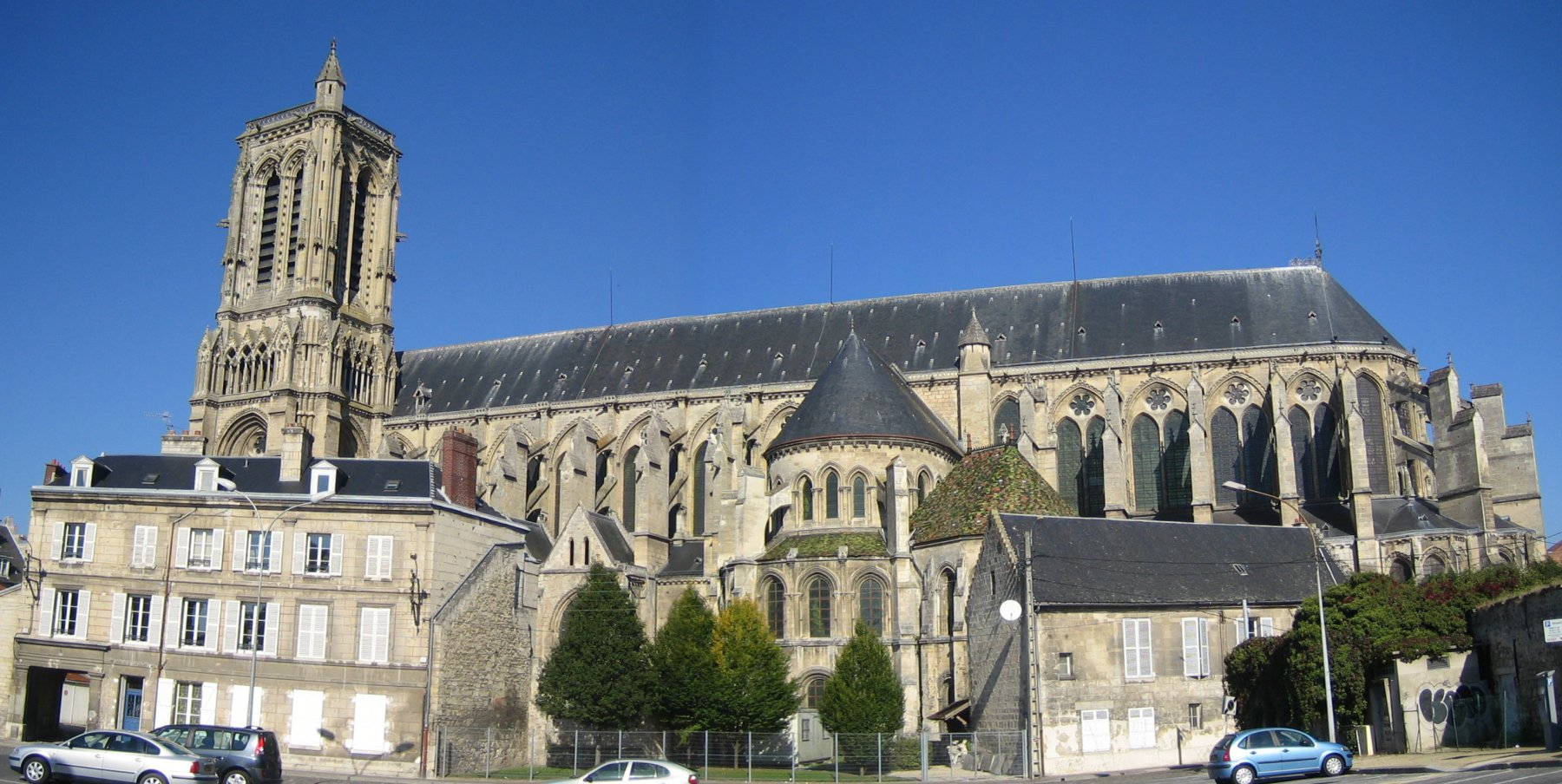
Katedrála v Soissons